# Cryptocarya cordata
Cryptocarya cordata är en lagerväxtart som beskrevs av C. K. Allen. Cryptocarya cordata ingår i släktet Cryptocarya och familjen lagerväxter. Inga underarter finns listade i Catalogue of Life.